# Drosophila dissita
Drosophila dissita är en tvåvingeart som beskrevs av Elmo Hardy 1965. Drosophila dissita ingår i släktet Drosophila och familjen daggflugor.
Artens utbredningsområde är Hawaii.